# Christian Bruun
Christian Walter Bruun, född den 10 december 1831 i Köpenhamn, död den 28 februari 1906 på Frederiksberg, var en dansk biblioteksman.
Bruun var 1863–1901 chef för Det Kongelige Bibliotek i Köpenhamn; han blev hedersdoktor vid universitetet i Köpenhamn 1879. Under Bruuns ledning utvidgades bibliotekets lokaler betydligt, viktiga katalogiseringsarbeten utfördes och tryckta meddelanden om samlingarnas tillväxt med mera började ges ut. Bland Bruuns arbeten märks hans stora bibliografi över dansk litteratur från 1482 till 1830, Bibliotheca danica (fyra band 1877-1902 med supplement 1914).